# Priorato de Klaarland

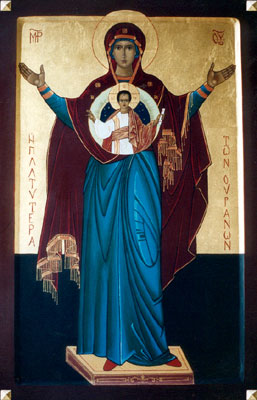
El icono de Nuestra Señora de Klaarland.

El Priorato de Klaarland o el Priorato de Nuestra Señora de Klaarland (Priorij Onze-Lieve-Vrouw van Klaarland) es un monasterio trapense en Lozen, Bocholt en la provincia de Limburgo, Bélgica.

## Historia
En 1970, seis monjas de la Abadía de Nuestra Señora de Nazaret en Brecht iniciaron una nueva fundación: primero, en el distrito de Kiewit en Hasselt y, desde 1975, en el actual sitio en Bocholt. El priorato permanece subordinado a la abadía de Brecht.

## La vida diaria
La vida en el priorato se caracteriza por la oración, la lectura y el trabajo manual, los tres elementos básicos de la vida trapense. La rutina es interrumpida en horas establecidas para la celebración de la Liturgia de las Horas. Estos siete servicios de oración, que tienen lugar a lo largo del día, son de acceso libre, tanto huéspedes como visitantes. Cada día hay un considerable tiempo previsto para la lectura mental o Lectio Divina. Como en todas las demás comunidades, las monjas trabajan para ganarse su sustento. A lo largo de los años, han ido surgiendo ideas de negocio como la venta de productos, tales como levadura de cerveza, tejidos hechos a mano, adornos, velas, ungüentos, aceite de masaje y tarjetas de felicitación. También hay una pequeña casa de huéspedes donde las mujeres que buscan el silencio y la oración pueden permanecer un par de días. No obstante, el priorato no puede ser visitado de manera turística.